# Fox Theatre, St. Louis, MO 12-10-71
Fox Theatre, St. Louis, MO 12-10-71 es un álbum en vivo por la banda estadounidense Grateful Dead. Como sugiere el título, el álbum fue grabado en el Fox Theatre en San Luis, Misuri el 10 de diciembre de 1971. Está programado para ser publicado el 1 de octubre de 2021.
En el concierto del 10 de diciembre de 1971, al igual que en los otros conciertos de la gira, la banda New Riders of the Purple Sage se encargó del acto de apertura.

## Lista de canciones
Disco uno
1. “Bertha” (Jerry Garcia, Robert Hunter) – 6:32
2. “Me and My Uncle” (John Phillips) – 3:48
3. “Mr. Charlie” (Ron McKernan, Hunter) – 4:25
4. “Loser” (Garcia, Hunter) – 7:22
5. “Beat It On Down the Line” (Jesse Fuller) – 3:49
6. “Sugaree” (Garcia, Hunter) – 8:49
7. “Jack Straw” (Bob Weir, Hunter) – 5:30
8. “Next Time You See Me” (Earl Forest, Bill Harvey) – 4:37
9. “Tennessee Jed” (Garcia, Hunter) – 7:43
10. “El Paso” (Marty Robbins) – 4:56
11. “Big Railroad Blues” (Noah Lewis) – 4:12
12. “Casey Jones” (Garcia, Hunter) – 5:42

Disco dos
1. “Good Lovin'” (Rudy Clark, Artie Resnick) – 22:12
2. “Brokedown Palace” (Garcia, Hunter)  – 6:06
3. “Playing in the Band” (Weir, Mickey Hart, Hunter) – 6:57
4. “Run Rudolph Run” (Chuck Berry) – 3:39
5. “Deal” (Garcia, Hunter) – 5:50
6. “Sugar Magnolia” (Garcia, Hunter) – 7:54
7. “Comes a Time” (Garcia, Hunter) – 8:41

Disco tres
1. “Truckin'” (Garcia, Phil Lesh, Weir, Hunter) – 8:09
2. “Drums” (Bill Kreutzmann) – 3:21
3. “The Other One” (Weir, Kreutzmann) – 13:13
4. “Sitting on Top of the World” (Walter Vinson, Lonnie Chatmon) – 3:10
5. “The Other One” (Weir, Kreutzmann) – 6:02
6. “Not Fade Away” (Buddy Holly, Norman Petty) – 5:58
7. “Goin' Down the Road Feeling Bad” (tradicional, arr. por Grateful Dead) – 6:13
8. “Not Fade Away” (Holly, Petty) – 3:59
9. “One More Saturday Night” (Weir) – 4:52

## Créditos
Grateful Dead
- Jerry Garcia – voz principal, guitarra
- Keith Godchaux – teclado
- Bill Kreutzmann – batería
- Phil Lesh – bajo eléctrico, coros
- Ron "Pigpen" McKernan – órgano, armónica, percusión, coros
- Bob Weir – guitarra, coros

Personal técnico
- Grateful Dead – productor
- David Lemieux – productor
- Jeffrey Norman – masterización
- Rex Jackson – ingeniero de grabación

Diseño
- Liane Plant – diseño de portada